# Blitz Wolf
Blitz Wolf è un film del 1942 diretto da Tex Avery. È un cortometraggio d'animazione prodotto e distribuito dalla Metro-Goldwyn-Mayer e uscito negli Stati Uniti il 22 agosto 1942. Il corto, il primo diretto da Avery per la MGM, è un adattamento della fiaba I tre porcellini, narrata da una prospettiva antinazista facendo una parodia di Adolf Hitler. Ai premi Oscar 1943 fu candidato per l'Oscar al miglior cortometraggio d'animazione perdendo a favore di Der Fuehrer's Face, un corto Disney sullo stesso tema.
Il corto fa una dura propaganda contro la Germania e il Giappone dell'epoca, tanto che Avery fu criticato dalla MGM in quanto la seconda guerra mondiale non si era ancora conclusa. Sono inoltre presenti diversi riferimenti e parodie sulla cultura popolare statunitense.

## Trama
In Pigmania, due maiali hanno costruito le loro case in paglia e legno, mentre un altro (il sergente Pork) l'ha costruita in mattoni e rifornita di macchinari di difesa, in vista dell'invasione da parte di Adolf Lupo. I primi due maiali affermano di non essere preoccupati, poiché il lupo ha firmato un patto di non aggressione verso di loro. Tuttavia Adolf Lupo invade comunque Pigmania. Quando i due maiali protestano per la violazione del trattato, il lupo distrugge le loro case, quindi i maiali si rifugiano nella casa del sergente Pork. Allora il lupo e i maiali iniziano a combattere. La battaglia continua finché il bombardiere di Adolf Lupo non viene distrutto dai maiali con proiettili d'artiglieria carichi di obbligazioni della Difesa. Il lupo cade a terra insieme con una bomba, finendo all'Inferno.

## Distribuzione

### Edizioni home video
Il corto è incluso nel disco 1 della raccolta DVD Warner Bros. Home Entertainment: Collezione Oscar d'animazione, dove è visibile anche con un commento audio (non sottotitolato) di Eric Goldberg.